# Rhaphium flavicoxa
Rhaphium flavicoxa är en tvåvingeart som först beskrevs av Van Duzee 1922.  Rhaphium flavicoxa ingår i släktet Rhaphium och familjen styltflugor.
Artens utbredningsområde är Tennessee. Inga underarter finns listade i Catalogue of Life.